# 弘德殿

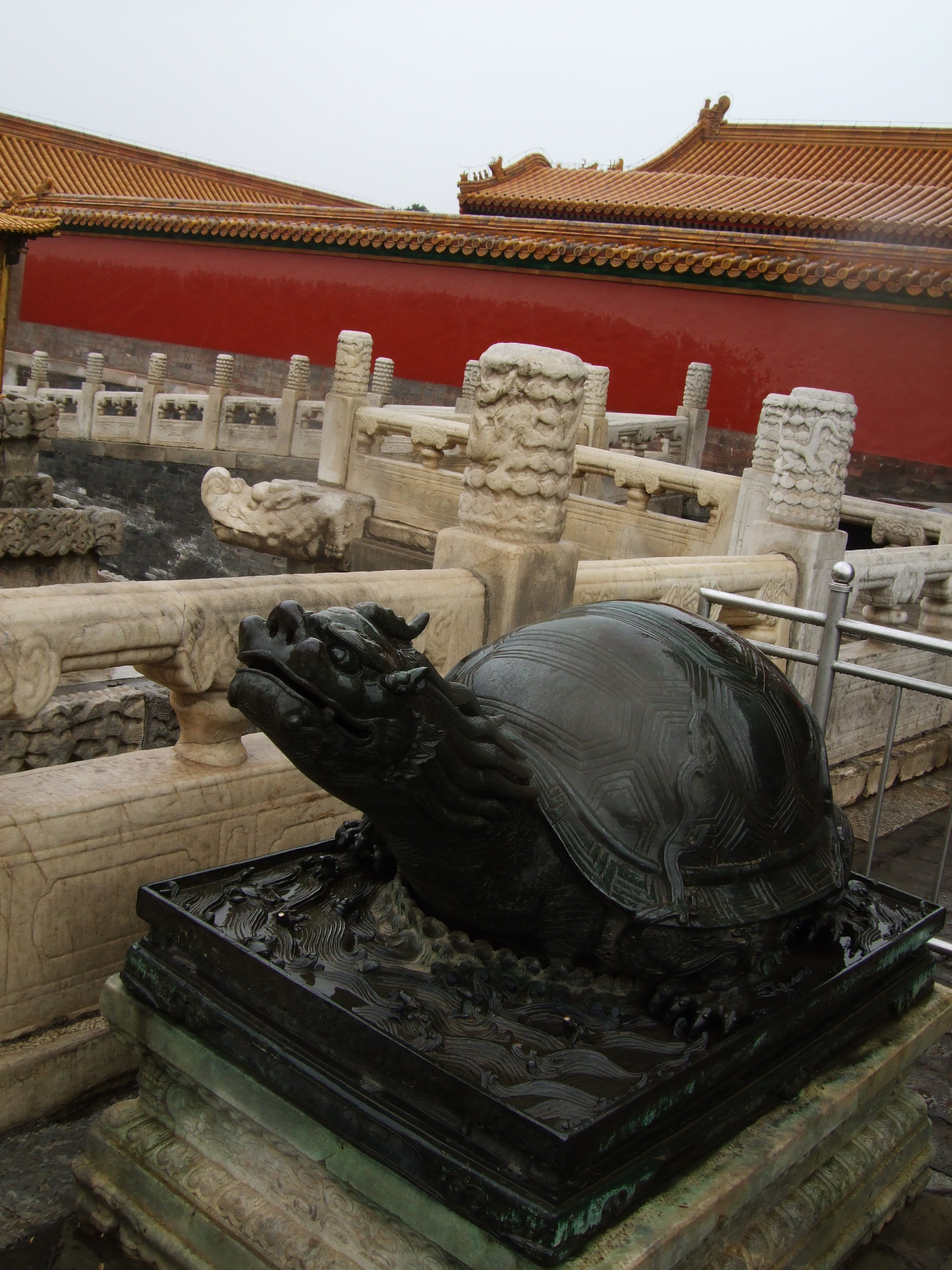
乾清宫前西侧的铜龟。远处红墙为弘德殿院落的南墙，可见弘德殿及殿前抱厦的屋顶

弘德殿（穆麟德轉寫：hūng de diyan），是位于北京故宫乾清宫西侧的小殿。

## 历史
弘德殿始建于明朝，是乾清宫西侧的小殿。初名“雝肅殿”，萬曆七年，神宗令戶部鑄錢一萬萬文，張居正曾上《雝肅殿箴》，說明不要荒色，要慎終如始，才能萬壽無疆。明朝万历十四年（1586年）改名“弘德殿”，原東側小殿弘德殿改為昭仁殿，曾作為皇帝寝宫。清朝嘉庆二年（1797年）十月，乾清宫失火，延烧到弘德殿。嘉庆三年（1798年）重建。光绪十六年（1890年）、光绪二十三年（1897年）重修。
明朝时，弘德殿是皇帝召见臣工之处。清朝时，弘德殿是皇帝办理政务及读书之处。顺治十四年（1657年）以开日讲祭告至圣先师孔子于弘德殿。康熙年间，康熙帝在弘德殿命讲官进讲四书五经，还和讲官谈及吏治之道，又吟诗作赋。同治年间，两宫皇太后下懿旨，同治帝在弘德殿入学读书，惠亲王绵愉专门负责弘德殿皇帝读书事宜，祁寯藻、翁同龢授读，当时有“弘德殿书房”之称。

## 建筑
弘德殿坐北朝南，单檐歇山顶，上覆黄琉璃瓦。面阔三间，正中明间辟有门，两次间安有槛窗。殿前接有抱厦三间。殿内悬挂“奉三无私”匾，南向设有御座，后室三间，有“太古心殿”匾，后东室有“怀永图”匾，三匾均为乾隆帝御题。明朝时，殿前有斜廊通往乾清宫及西庑，清朝改斜廊为砖墙，从而自成一院落，弘德殿位于院落北部，院落南墙上东侧有随墙门一道。乾清宫西穿堂的西山墙上靠南也有一道小门与该院落相通。弘德殿以西设有凤彩门，明朝时已有，是正宫通往西路的安全出口。凤彩门的形制与昭仁殿东侧的龙光门相同。